# 土橋駅 (長沙市)
土橋駅（どきょうえき）は、中華人民共和国湖南省長沙市天心区にある5号線の駅である。

## 駅構造
- 1号線：島式ホーム1面

## 駅周辺
- 湘竜路
- 湖南機電職業技術学院
- 湖南安全職業技術学院